# 弗龙克勒
弗龙克勒（法語：Froncles，法語發音：[fʁɔ̃kl]）是法国上马恩省的一个市镇，属于肖蒙区。

## 地理
弗龙克勒（48°17'57"N, 5°8'46"E）面积20.05 平方千米，位于法国大東部大區上马恩省，该省份为法国东北部内陆省份，北起马恩省和默兹省，西接奥布省，西南接科多尔省，东南接上索恩省，东临孚日省。
与弗龙克勒接壤的市镇（或旧市镇、城区）包括：瑟里西耶尔、杜兰库尔-索库尔、居德蒙-维利耶、维尼奥里、武埃库尔。

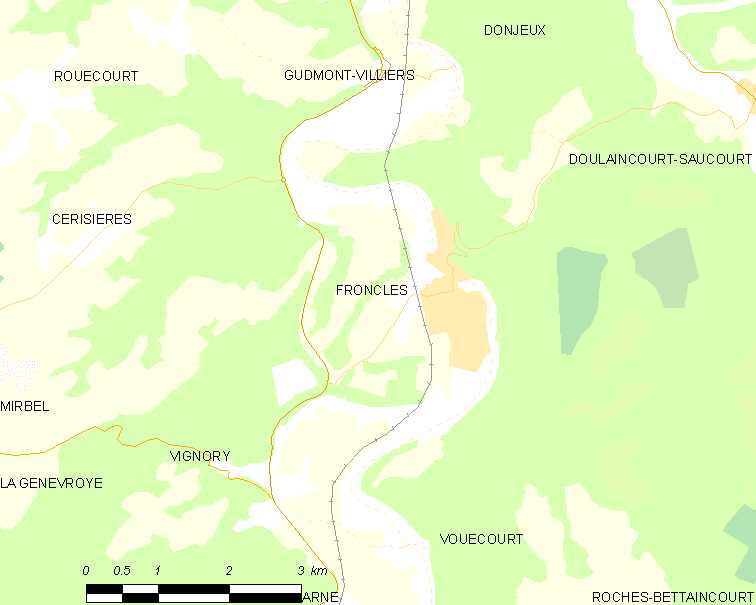
弗龙克勒的OSM定位图

弗龙克勒的时区为UTC+01:00、UTC+02:00（夏令时）。

## 行政
弗龙克勒的邮政编码为52320，INSEE市镇编码为52211。

## 政治
弗龙克勒所属的省级选区为博洛涅县。

## 人口

1962-2008年间弗龙克勒人口变化图示

弗龙克勒于2022年1月1日时的人口数量为1375人。